# Бернак Деба
Бернак Деба (фр. Bernac-Debat) насеље је и општина у јужној Француској у региону Миди Пирене, у департману Горњи Пиринеји која припада префектури Тарб.
По подацима из 2011. године у општини је живело 663 становника, а густина насељености је износила 170,0 становника/km². Општина се простире на површини од 3,9 km². Налази се на средњој надморској висини од 383 метара (максималној 463 m, а минималној 367 m).

## Демографија
| 1962. | 1968. | 1975. | 1982. | 1990. | 1999. | 2011. |
| ----- | ----- | ----- | ----- | ----- | ----- | ----- |
| 408   | 439   | 503   | 461   | 528   | 557   | 663   |

График промене броја становника у току последњих година